# Herpetineuron
Herpetineuron là một chi rêu trong họ Thuidiaceae.